# Buchnera (bactérie)
Pour les articles homonymes, voir Buchnera_(homonymie).
Genre
Buchnera est un genre de bacilles Gram négatifs (BGN) de la famille des Erwiniaceae. Son nom fait référence au bactériologiste P. Buchner en hommage à ses travaux portant sur l'endosymbiose.
En 2022 c'est un genre monospécifique, l'unique espèce connue Buchnera aphidicola Munson et al. 1991 étant également l'espèce type du genre.

## Taxonomie
Jusqu'en 2016 ce genre était compté parmi les Enterobacteriaceae auquel il était rattaché sur la base de critères phénotypiques. Depuis la refonte de l'ordre des Enterobacterales en 2016 par Adeolu et al. à l'aide des techniques de phylogénétique moléculaire, il a été déplacé vers la famille des Erwiniaceae nouvellement créée.